# Wina maltańskie
Wina maltańskie – wina wytwarzane na Malcie.

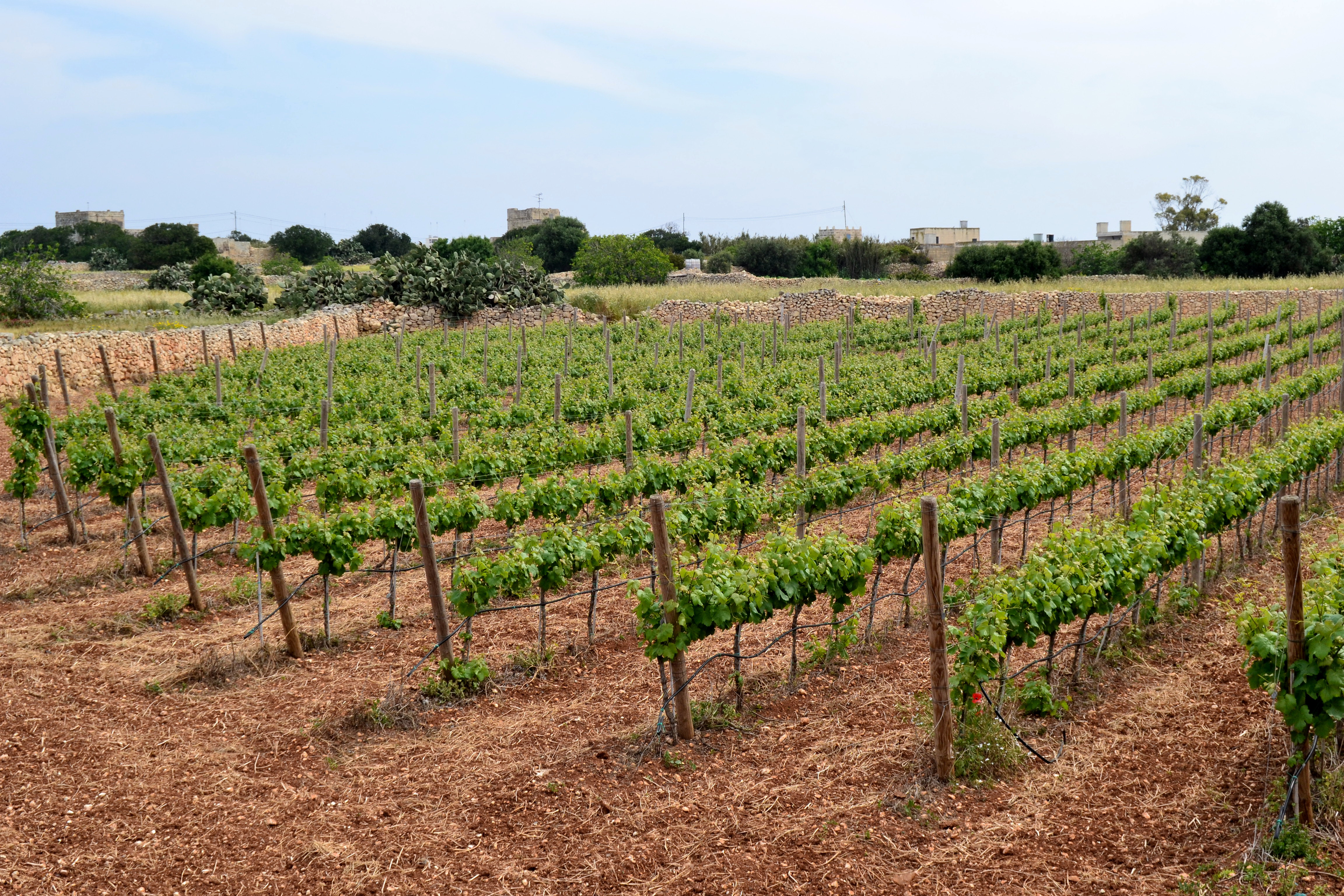
Winnice w pobliżu Żejtun

Uprawę winorośli na Malcie rozpoczęli Fenicjanie. Nowoczesny przemysł winiarski powstał na początku XX wieku, kiedy to powstały winiarnie Marsovin i Emmanuel Delicata. Od lat 70. XX wieku uprawia się odmiany międzynarodowe. Po wejściu Malty do Unii Europejskiej w 2004 cła ochronne na import zostały uchylone, co zmusiło producentów do skupienia się na produkcji win jakościowych.
Popyt na wina maltańskie wzrasta. Niektóre z winiarni korzystają także z gron importowanych, by sprostać zapotrzebowaniu, a możliwość powiększania winnic jest ograniczona. Powierzchnia winnic, położonych głównie w północnych częściach wysp Malta i Gozo to ok. 500 ha. W 2004 roku na wyspach wyprodukowano 70 000 hl wina. Roczne spożycie na osobę wynosiło wtedy 10,1 litra.

## Historia
Historycy uważają, że uprawa winorośli i tłoczenie wina zostało zapoczątkowane przez Fenicjan około VIII w. p.n.e.. Także w VIII w. Grecy osiedlili się w miejscu dzisiejszej Mdiny i żyli w pokoju z Fenicjanami. W 480 p.n.e. Malta stała się kolonią Kartaginy. Wskutek wojen punickich przeszła w 218 p.n.e. w ręce Rzymian, którzy władali nią aż do upadku cesarstwa rzymskiego. Około 445 Maltę najechali Wandalowie, a ok. 477 – Ostrogoci.

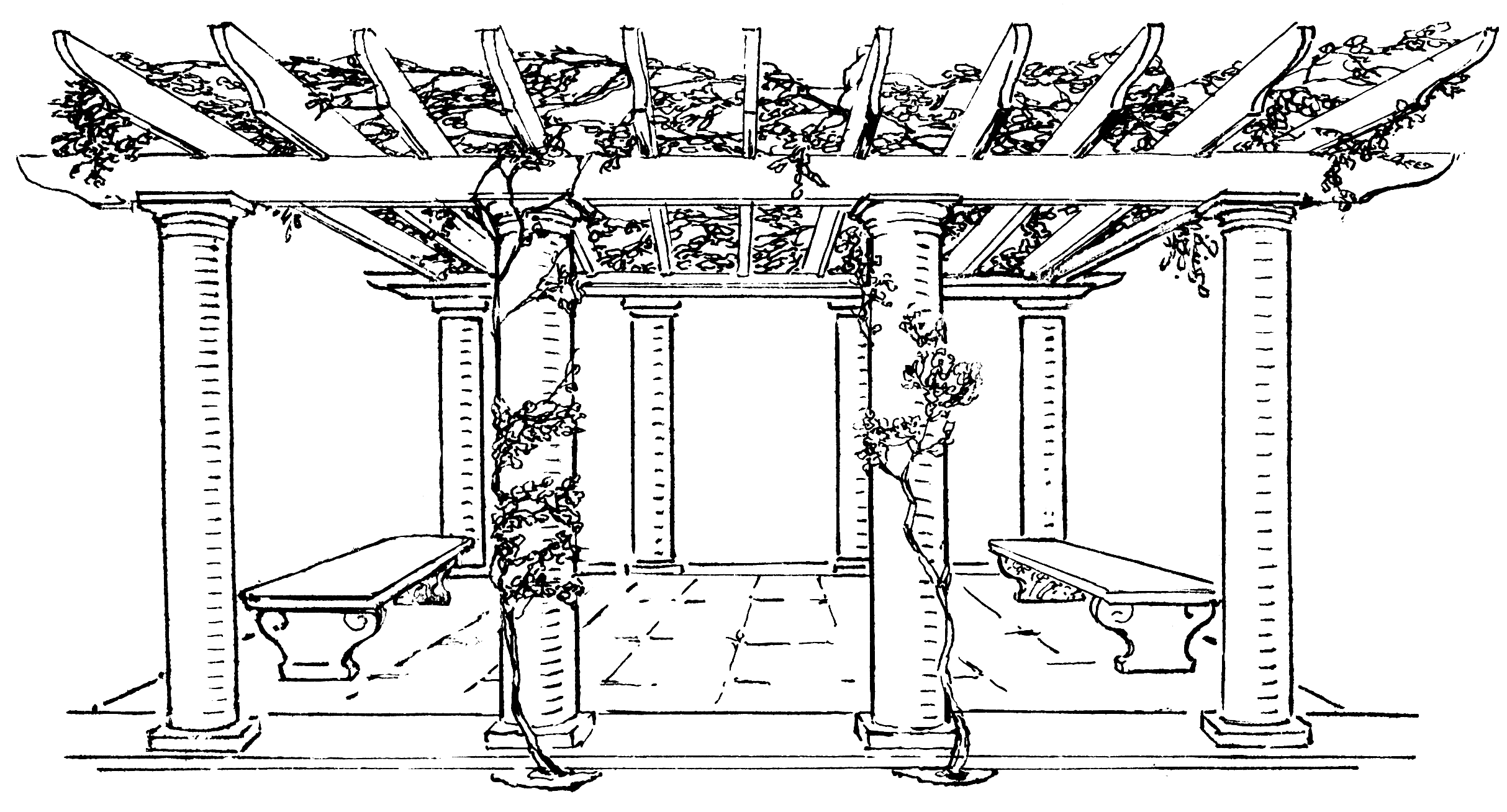
Winorośl prowadzona w formie pergoli, podobnie jak na Malcie w XVII w.

Malta stała się częścią Cesarstwa Wschodniorzymskiego i pozostała we władaniu Bizancjum aż do jej podboju przez Arabów w IX w. Za czasów muzułmańskich winnice zostały zaniedbane. Joannici po zajęciu wysp wprowadzili techniki uprawy znane z kontynentu, a winorośl przerabiali przede wszystkim na wino mszalne. Olivier de Serres opisywał w XVII w., że winorośl prowadzono w formie pergoli ze względu na brak powierzchni uprawnej.
Winiarstwo prosperowało, a wino było nawet eksportowane aż do pojawienia się Anglików, którzy wykarczowali winnice, by uprawiać bawełnę. Pod koniec XIX wieku załamanie popytu na maltańską bawełnę pozwoliło na ponowne nasadzenia winorośli, już po klęsce filoksery, która zniszczyła liczne lokalne odmiany.
Wina z Malty nie cieszyły się dobrą reputacją. Większość winogron była spożywana jako winogrona deserowe. Na początku XX wieku swoje winiarnie założyli i wyposażyli Emmanuel Delicata i Marsovin. Jakość poprawiła się dopiero w latach 70. XX wieku wraz z wprowadzeniem odmian francuskich.

## Warunki uprawy

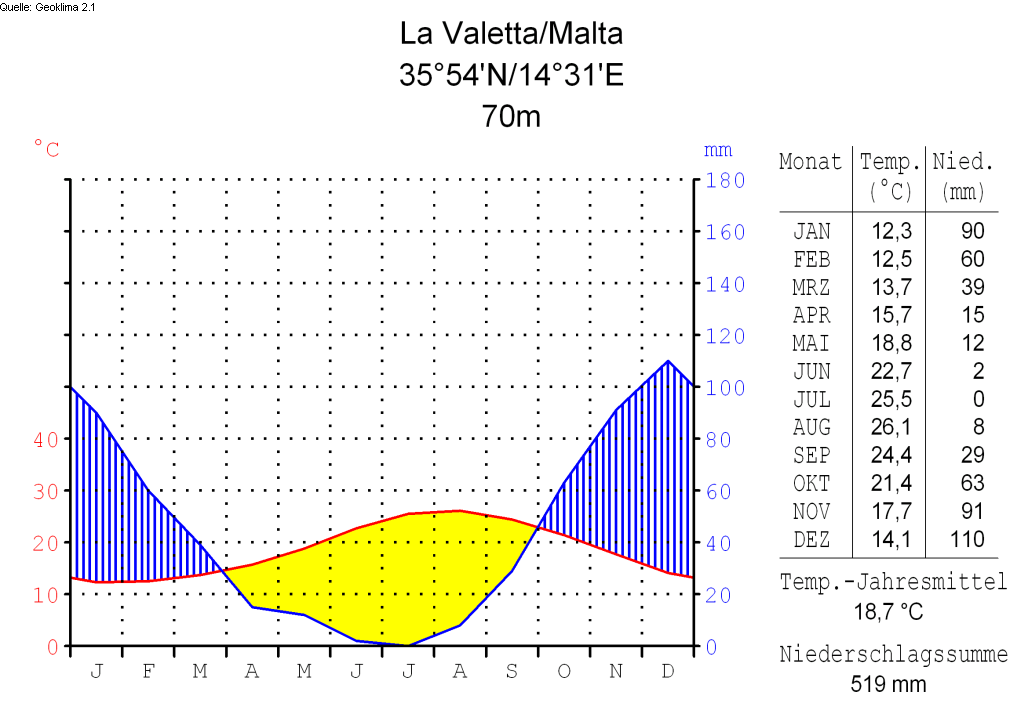
Klimat Malty

Wapienne Wyspy Maltańskie mają niewiele terenów nadających się do wykorzystania rolniczo, a istniejące poddają się presji urbanizacyjnej i rozbudowie ośrodków turystycznych. Sprawia to, iż importuje się winogrona, przede wszystkim z Włoch.
Malta znajduje się w strefie klimatu śródziemnomorskiego, z suchym, gorącym latem, łagodzonym przez bryzę. Zimy są łagodne i dość słoneczne. Temperatury wahają się w ciągu dnia od 16 °C w styczniu do 32 °C w sierpniu. Najczęściej pada deszcz między listopadem a lutym, ale opady są niewielkie. Najważniejszym wiatrem jest mistral, choć czasami zdarza się też sirocco.

## Rodzaje wina

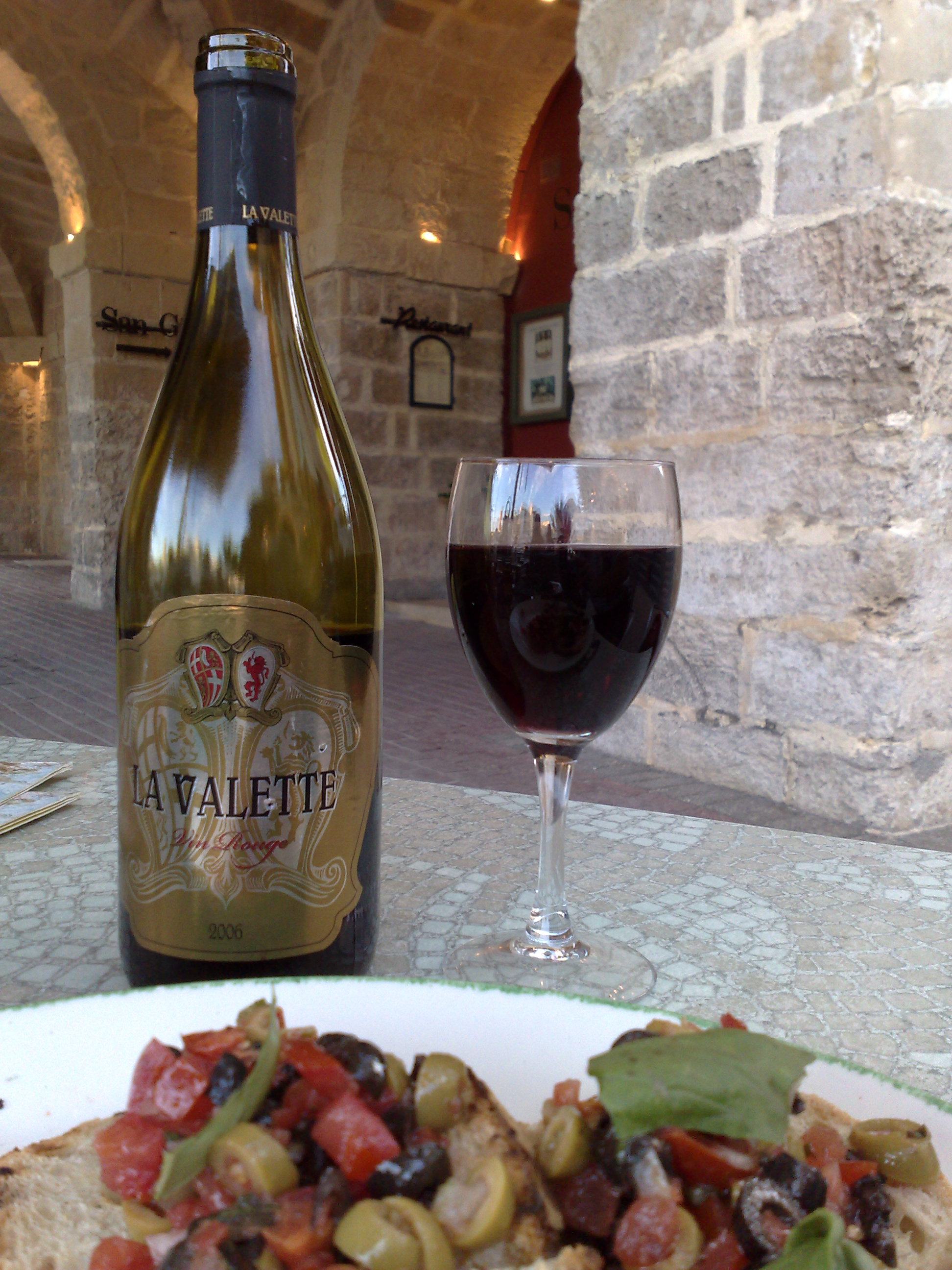
Czerwone wino La Valette i maltańska bruschetta

Wśród ponad trzydziestu szczepów uprawianych na wyspach należących do Malty są m.in. plenne rodzime odmiany gellewza i mammolo (czerwone) oraz girgentina i gennarua (białe), które stanowią ok. 70% upraw, jednak dają wino niewyróżniającej się jakości. Od lat 70. XX wieku uprawia się odmiany międzynarodowe, wśród nich chardonnay, merlot, cabernet sauvignon, cabernet franc, syrah i petit verdot. Metodą szampańską produkuje się musujące wino Cassar de Malte.
Nadal z Włoch sprowadza się winogrona i moszcz, by winifikować go na wyspie. Ze względu na przepisy wina z winogron maltańskich i importowanych produkuje i butelkuje się osobno.

## Producenci
Wszystkie większe winiarnie na wyspie Malta, do których zalicza się Marsovin, Emmanuel Delicata, Camilleri Wines, Montekristo i Meridianę oferują możliwość zwiedzania lub degustacji. Najstarsze z nich to mieszczące się w pobliżu Paoli Delicata (założona 1907) i Marsovin (1919), które produkują (wliczając import półproduktów) po 3,5 mln butelek rocznie. Pozostała trójka cieszy się krótszą tradycją: powstały w latach 90. XX wieku. Największym areałem własnych winnic dysponują Meridiana (19 ha) i Marsovin (18 ha). Meridiana powstała na terenach dawnej brytyjskiej bazy lotniczej.
Wina są produkowane także na wyspie Gozo. Tamtejsi wytwórcy to Ta' Mena Winery i Tal-Massar.
Według szacunków aż 90% wina wytwarzanego na Malcie jest sprzedawane na miejscu.

## Wydarzenia
Choć nie istnieje oficjalny szlak winny, to w Valletcie odbywa się festiwal wina. Podobne wydarzenie jest organizowane w Qormi w pierwszym tygodniu września.